# Lukino Selo
Lukino Selo (cyr. Лукино Село) – wieś w Serbii, w Wojwodinie, w okręgu środkowobanackim, w mieście Zrenjanin. W 2011 roku liczyła 498 mieszkańców.